# Cremeaux
Cremeaux là một xã trong tỉnh Loire miền trung nước Pháp.